# طبيب مختص
الطبيب المختص أو المختص الطبي أو الطبيب الاختصاصي أو الطبيب الأخصائي هو الطبيب الذي أنهى الدراسة والتدريب في مجال تخصصه.
بعد الانتهاء من الدراسات الطبية الأولية في كلية الطب، يواصل الأطباء تدريبهم الطبي في تخصص معين من الطب. حيث يعملون بشكل أساسي في المستشفيات والعيادات الخاصة ، وكذلك يعملون أيضًا في المختبرات الصيدلانية وفي مجال الصحة العامة في القوات المسلحة وغيرها. يوفر المتخصصون أيضًا الإشراف على المقيمين وطلاب الطب.